# Nicolás Eyzaguirre
Nicolás Eyzaguirre Guzmán (Santiago, 3 de enero de 1953) es un economista, académico, investigador, consultor y político chileno, miembro del Partido por la Democracia (PPD). Se desempeñó como ministro de Hacienda de Chile durante el gobierno del presidente Ricardo Lagos entre 2000 y 2006 —siendo el ministro de Hacienda que ha permanecido más tiempo en ese cargo de manera consecutiva—, y también ejerció como ministro de Estado durante el segundo gobierno de Michelle Bachelet en las carteras de Educación, entre 2014 y 2015, Secretaría General de la Presidencia, entre 2015 y 2017, y nuevamente en Hacienda, desde 2017 hasta 2018.
También se ha desempeñado como director del Departamento para el Hemisferio Occidental del Fondo Monetario Internacional (FMI) y como presidente del directorio de Canal 13 entre 2012 y 2013.

## Biografía

### Familia y estudios
Hijo del arquitecto Joaquín Eyzaguirre Edwards y de la actriz Delfina Guzmán Correa, quienes se separaron cuando él aún era pequeño. Por línea materna, se cuenta, entre sus tíos, José Florencio Guzmán Correa, ministro de Estado del presidente Eduardo Frei Ruiz-Tagle.
Realizó sus estudios secundarios en el Colegio del Verbo Divino de la capital chilena. Se tituló como ingeniero comercial con mención en economía en la Universidad de Chile, donde fue compañero de otras importantes figuras como Jorge Bande, Guillermo Le Fort, Manuel Marfán, Máximo Pacheco, Osvaldo Rosales y Joaquín Vial, y obtuvo el grado de magíster en economía con especialización en Desarrollo Económico de la misma casa de estudios.
Posteriormente, viajó becado a Boston, Estados Unidos, para realizar un doctorado en Macroeconomía y Comercio Internacional en la Universidad de Harvard, grado que jamás alcanzaría. Su estadía en dicha universidad le cambió radicalmente su visión sobre la economía, adoptando los principios del libre comercio y desligándose del pensamiento socialista.
Se ha casado en tres ocasiones; primero con la actriz María Elsa Bravo Pemjean, quién fuera agregada cultural en México, luego con la ingeniera Jessica Angélica Cuadros Ibáñez, y por último con la ingeniera comercial, doctora en economía de la Universidad de Chile; Bernardita Piedrabuena (hija de Guillermo Piedrabuena, exfiscal nacional), creadora de la AFP UNO y gerenta de Riesgo Corporativo del Banco Central en 2019. De su primer matrimonio tuvo dos hijos, Nicolás José y Andrés. De su segundo tuvo un tercero, Juan Diego.

### Faceta musical
Gran aficionado a la música, Eyzaguirre ingresó a los quince años al Conservatorio de la Universidad de Chile a estudiar guitarra clásica.
Fue seducido por la Nueva Canción Chilena, de tendencias populares, y junto a su hermano mayor Joaquín Eyzaguirre, hoy cineasta, fundó el grupo folclórico Aquelarre, realizando temas como «El cautivo de Tiltil» y «Valparaíso».
Con Santiago del Nuevo Extremo, en tanto, participó en la competencia folclórica en el Festival de Viña del Mar 1981.

## Carrera profesional y política

### Inicios en la Unidad Popular
Se inició en política como miembro de la Democracia Cristiana, luego de la Izquierda Cristiana (de la cual fue uno de sus fundadores) y posteriormente del Partido Comunista, partido político en el cual se mantuvo hasta su viaje a los Estados Unidos.

### Asesor del FMI y Banco Central
A su regreso a Chile conocería y entablaría una estrecha amistad con Ricardo Lagos, quien fundaría el Partido por la Democracia (PPD) a fines de los años 1980, partido del cual se hizo militante. Con Lagos participaba en un taller de economía del grupo de estudios Vector, organización no gubernamental creada por profesionales socialistas «renovados».
Entre 1984 y 1985 se desempeñó como asesor y consultor del Fondo Monetario Internacional (FMI). Posteriormente, entre los años 1985 y 1990, trabajó como experto en Política Monetaria y Financiera para América Latina y el Caribe en la Cepal.
Tras el regreso de la democracia en Chile desarrolló importantes funciones en el Banco Central de Chile, ocupando los cargos de asesor, gerente y director de estudios de esta institución (1990-1997). De hecho, en 1996 su nombre sonó como eventual reemplazante del renunciado consejero y presidente de la entidad monetaria, Roberto Zahler. Posteriormente, trabajó en el FMI como director ejecutivo (1997-2000).

### Ministro de Hacienda

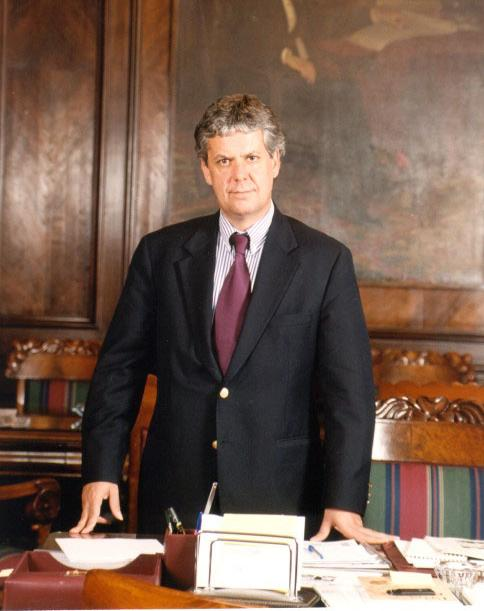
Eyzaguirre como ministro de Hacienda de Ricardo Lagos.

El 11 de marzo de 2000 prestó juramento como ministro de Hacienda del gabinete de Ricardo Lagos. El nuevo gobierno recibía una economía azotada por las secuelas de la crisis asiática, con alto desempleo, bajo crecimiento y un déficit fiscal equivalente a 0,76 por ciento del producto interno bruto (PIB), cifra que logró revertir en su primer año de mandato.
De la mano de un repunte en el precio del cobre, principal exportación del país andino, tal cuadro comenzó a cambiar hacia 2003. Así, los aportes al fisco de la empresa estatal Codelco-Chile y de la minería privada comenzaron a repuntar, sumado a un alza del impuesto al valor agregado del 18 al 19 por ciento. En 2004, gracias a un alza del crecimiento a tasas del 7%, los expertos ya empezaron hablar de reactivación.
Bajo su tutela Codelco cerró operaciones con el gobierno chino de venta de cobre a futuro. Generándole a la minera estatal cerca de usd 5000 millones de pérdida. El Servicio de Impuestos internos cuestionó las operaciones porque el cobre se vendió a un promedio de usd1,16 la libra, mientras en bolsa transaba a usd 3,87.
En materia fiscal, sin duda el hito por el que es recordada su gestión es el establecimiento de la regla de superávit estructural, la que intentaba compatibilizar los gastos con los ingresos de largo plazo del Estado. Otros puntos destacados para la economía chilena en el periodo fueron la llamada ley de Mercado de Capitales y la ley de Seguro de Cesantía. En materia de pensiones, también destacó la implementación del Ahorro Previsional Voluntario (APV).
El mejor momento político de Eyzaguirre se vio reflejado en la encuesta CEP de diciembre de 2005. En ese entonces el ministro de Hacienda era considerado el quinto político mejor evaluado, con un 53% de respaldo.

### Regreso al FMI y trabajo privado

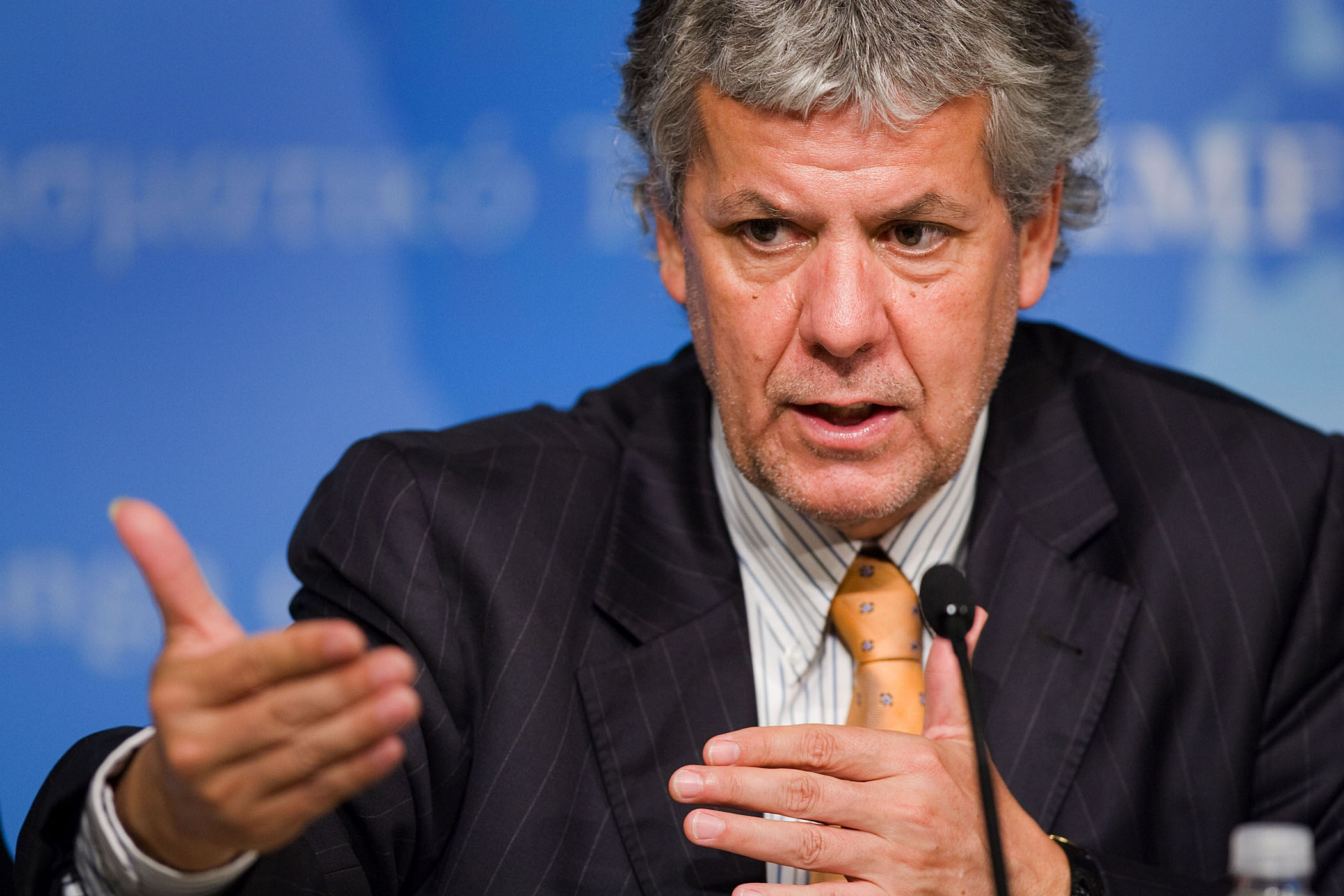
Eyzaguirre como ejecutivo del FMI en 2009.

Eyzaguirre, a pesar de su popularidad y de su cercanía a ella, prefirió marginarse del gabinete de Michelle Bachelet cuando ésta llegó por primera vez al poder, en marzo de 2006. Algunas personas lo postularon como posible candidato a la Presidencia de cara a la elección de 2009, opción que se diluyó con el tiempo.
En la primera parte del gobierno de Bachelet colaboró dirigiendo el Consejo Nacional de la Innovación, ente que tiene como misión orientar los recursos fiscales generados por el impuesto específico a la minería y al que arribó el 8 de mayo de 2006. Esta actividad la compatibilizaba con labores académicas en la Facultad de Economía y Negocios de la Universidad de Chile.
A fines de noviembre de 2008 asumió como director del Departamento para el Hemisferio Occidental del FMI, un alto cargo que tiene responsabilidad sobre 34 países y al que solo habían accedido otros tres latinoamericanos.
A mediados de 2012 renunció a esta responsabilidad tras ser comunicado su nombramiento como presidente del directorio de Canal 13, propiedad del empresario chileno Andrónico Luksic, en reemplazo del también economista René Cortázar. Anunció su salida de este cargo en agosto del año siguiente, en conjunto con otros ejecutivos.

### Ministro de Bachelet
En enero de 2014, tras su triunfo en segunda vuelta ante Evelyn Matthei, Michelle Bachelet lo nombró primer ministro de Educación de su segunda administración, cartera a cargo de la coordinación de algunos de sus principales compromisos de campaña. Asumió en marzo de ese mismo año hasta el 27 de junio de 2015, cuando fue removido de sus funciones por la presidenta Bachelet en medio del paro docente y las movilizaciones estudiantiles surgidas desde abril de 2015, siendo trasladado a la Secretaría General de la Presidencia (Segpres), designando en su reemplazo a Adriana Delpiano como titular de la cartera ministerial. Durante su etapa de ministro planteó que era necesario "bajar de los patines" a los sistemas de educación más acomodados para lograr equidad y emparejar la cancha, lo cual le valió duros reproches desde la oposición y el mundo de la educación.
El 31 de agosto de 2017 lo nombró ministro de Hacienda, como reemplazo del renunciado ministro Rodrigo Valdés. Fue reemplazado en la Segpres por Gabriel de la Fuente Acuña. Cesó en el cargo de ministro de Hacienda el 11 de marzo de 2018, una vez finalizado el gobierno de Bachelet, siendo reemplazado por Felipe Larraín.

## Pensamiento económico
Eyzaguirre cree que el mercado es muy buen "asignador" de recursos, pero estima que tener una economía de mercado «no significa tener una sociedad de mercado».

Hay un conjunto de necesidades sociales que el mercado no satisface. Tampoco garantiza una buena distribución de los frutos del crecimiento; el Estado tiene que hacer un aporte a objeto de que la cancha sea pareja para todos. Y hoy eso no es cierto en la sociedad chilena. Y no será cierto, a menos que el Estado haga una política explícita al respecto.

Respecto a los empresarios, considera que «merecen nuestra admiración, (...) pero a veces confunden su propio bien con el bien común». Afirma que deben entender que el Gobierno tiene la obligación de defender el bien común «y cuando algunas de sus reivindicaciones se oponen al bien común, tiene que limitarlos». Su segunda reserva es que los empresarios «son empresarios, no políticos».

Es inapropiado que usen ese espacio público para dar sus opiniones políticas. Si quieren darlas, que cuelguen los botines, vendan su empresa y se presenten a una elección. Así funciona la democracia.

## Premios y reconocimientos
- Gran Cruz de la Orden de la Cruz del Sur ( Brasil, 2001).

- Distinción Personas y Desarrollo conferida en el marco del Congreso Percade 2005.